# Andorra
Andorra, officielt Fyrstendømmet Andorra (catalansk: Principat d'Andorra), er en suveræn mikrostat i Sydeuropa. Andorra er en indlandsstat, der ligger mellem Frankrig og Spanien i den østlige del af bjergkæden Pyrenæerne. Den har et areal på 468 km2
og et befolkningstal på 87.486 (2025) indbyggere.
Gennem århundreder har Andorra været et diarki med to samfyrster som statsoverhoveder: biskoppen af Urgell og Frankrigs statsoverhoved. Ordningen med to samfyrster blev traktatfæstet i 1278. Først i 1993 blev landet en suveræn stat efter at have indgået en aftale om dette med Frankrig og Spanien. Dermed blev Andorra et fuldgyldigt medlem af det internationale samfund og blev optaget som medlem i FN, Europarådet og en række andre internationale mellemstatslige organisationer.
Andorras politiske system har gennemgået en reformproces, hvor grundloven af 1993 har gjort landet til et parlamentarisk demokrati. Det tidligere fattige og isolerede land oplevede fra 1950'erne og fremefter en økonomisk opgangsperiode. Landet har gennemgået udviklingen til en moderne selvstændig stat, og har i denne proces oprettet nationale institutioner på mange felter indenfor samfunds- og kulturliv.
Turisme og handel, bankvirksomhed og ejendomsudvikling har været de vigtigste sektorer i økonomien. Samtidig fulgte velstandsøgning, så vel som befolkningsøgning og arbejdsindvandring. Forudsætningerne for landets økonomi har ændret sig på grund af EU's indre marked, hvor nabolandene Spanien og Frankrig er med. International bekæmpelse af skatteparadiser har medført skærpede krav for bank- og finanssektoren i landet.

## Etymologi
Navnet Andorra kommer fra navarrisk baskisk andurrial, som betyder ”buskdækket land». En anden forklaring giver navnet ophav fra maurerene og det arabiske al-Gandura, som betyder «letsindig kvinde».

## Geografi
Andorra ligger mellem Spanien og Frankrig i den østlige dele af bjergkæden Pyrenæerne og har et areal på 468 km2
Det meste af territoriet ligger på sydsiden af bjergkæden. Undtaget er Solana d'Andorra i nordøst. Landet deler en grænse på 63,7 km med Spanien og 56,6 km med Frankrig.
Landskabet består hovedsageligt af bjerge med en gennemsnitlig højde på 1996 m. Bjergene er højest ved grænsen mod Frankrig og den sydøstlige del af grænsen mod Spanien. Det højeste bjerg er Comapedrosa, som ligger nordvest i landet og når en højde på 2.942 moh. Flere af landets bjergtoppe når over 2.500 meters højde.
Landskabet er formet af gletsjere under sidste istid og erosion efter dette. Bjerglandskabet deles i tre dale i et Y-mønster ved, at floderne Valira d'Orient og Valira del Nord mødes og danner Gran Valira. Dalene åbner sig i sydlig retning mod Catalonien. Hovedfloden Gran Valira er største flod og løber sydover gennem hovedstaden Andorra la Vella. Floden løber ind i Spanien på Andorras laveste punkt, 870 m over havet. Den største sø er Juclar, der er 0,29 km² stor. En anden vigtig sø er Engolasters.
Klimaet er lige som nabolandenes, men grundet højden er der mere sne om vinteren og lidt koldere somre. December til februar er koldeste måneder, mens juli er varmeste sommermåned. Det er normalt med mellem 70 og 110 cm sne om vinteren. Snefald og et landskab domineret af bjerge og stejle bjergsider gør Andorra udsat for sneskred.
I højden er der græsmarker med svingel (Festuca) og skov med nåletræer som skovfyr (Pinus sylvestris), bjergfyr (Pinus mugo) og almindelige ædelgran (Abies alba). Over 70 % af arealet er dækket af denne type vegetation. Over 1650 meters højde findes rhododendron, guldregn (Laburnum) og enebær (Juniperus). Løvfældende skov domineres af dun-eg (Quercus pubescens), vinter-eg (Quercus petraea), vorte-birk (Betula pendula) og ask (Fraxinus excelsior). I solsiderne af Valiradalen findes der også Sten-Eg (Quercus ilex) og kermes-eg (Quercus coccifera). Andorra har en rig flora med over 1150 registrerede arter. Vegetationen blev før holdt nede af græssende dyr. I tidligere tider blev der i de sydvendte dalsider drevet terrassejordbrug.
Når det gælder fauna, har bjergene geder, muflon, vildsvin og murmeldyr. I lavereliggende områder findes arter som ræv, mår, hare og egern. I floder og søer det godt med ørreder.

## Demografi
Andorra har et befolkningstal på 87.486 (2025) indbyggere. Befolkningstallet var længe lavt og blev holdt nede af de begrænsede landbrugsmuligheder. Befolkningstilvæksten blev reguleret ved udvandring. Længe lå befolkningen på omkring 3.000, men steg frem mod 1800-tallet til 5–6.000. Mod slutningen af 1800-tallet nærmede folketallet sig 6.000, men faldt igen det første årti af 1900-tallet. Fra 1860 og frem til 1930’erne fandt en betydelig udvandring sted, først ved at andorranere søgte sæsonarbejde i Spanien og Frankrig, senere med udflytning på permanent basis. Andorra var neutralt under den spanske borgerkrig og anden verdenskrig, noget som gjorde landet til et mål for flygtninge.
I 1950 havde folketallet igen nået 6000 og i de følgende årtier oplevede landet stærk befolkningstilvækst. Indbyggertallet har udviklet sig sådan i perioden 1950–2014:
| 1950  | 1960  | 1970   | 1980   | 1990   | 2000   | 2010   | 2014   |
| ----- | ----- | ------ | ------ | ------ | ------ | ------ | ------ |
| 6.176 | 8.392 | 19.545 | 35.460 | 54.507 | 65.844 | 85.015 | 76.949 |

Befolkningstilvæksten skyldes i stor grad indvandring, særlig fra Spanien og i senere tid også fra Portugal og i nogen grad Frankrig. Det er også grupper af arbejdsindvandrere fra lande som Argentina, Marokko, Filippinerne og andre lande. En anden indvandrergruppe består af velstående personer fra europæiske lande som Storbritannien, Tyskland, Holland og andre som tiltrækkes af det lave skatteniveau.
Udviklingen har medført at andorranerne er i mindretal i deres eget land, kun omkring en tredjedel af landets indbyggere har andorransk statsborgerskab. I 2010 udgjorde spaniere 31,4 % af befolkningen, franskmænd 15 % og portugisere 6 %.
Befolkningen har den højeste gennemsnitslevealder i verden. Den sammenlagte gennemsnitslevealder for mænd og kvinder er 82,43 år.
Lidt over en fjerdedel af befolkningen bor i hovedstaden Andorra la Vella og yderligere en fjerdedel i nabokommunen Escaldes-Engordany, som hovedstaden er sammenvokset med.

### Sprog
catalansk er officielt sprog ifølge grundloven. Dette sprog bruges i områderne Andorra grænser op til, særlig i den spanske autonome region Catalonien, som Andorra på mange måder har forbindelse med, og i Roussillon i Frankrig. I Andorra er det dialekten vestcatalansk som tales. Bortset fra catalansk tales der også spansk og fransk, ikke mindst fordi skolevæsnet er tredelt med undervisning på catalansk, spansk og fransk. På grund af arbejdsindvandring taler mange indbyggere også portugisisk.
Selv om catalansk er landets officielle sprog, har det været presset som følge af spansk og fransk skolevæsen, mediepåvirkning og indvandring. Udbygning af den andorranske skole, voksenundervisning og etablering af det offentlige sprogråd Servei de Política Lingüística er sket for at styrke det catalanske sprog i landet. Undervisning i catalansk er påbudt i det franske og spanske skolevæsen.
I en spørgeskemaundersøgelse gennemført af Centre de Recerca Sociològica ved Institut d'Estudis Andorrans i 2005 svarede 38,8 % at de havde catalansk som modersmål, mens 35,4 % svarede at det var spansk. 15 % rapporterede portugisisk som modersmål, 5,4 % fransk og 5,5 % andre sprog.

### Religion
92,4 % af befolkningen er kristne. De fleste af disse tilhører den katolske kirke. På grund af arbejdsindvandring findes der også mindre grupper af muslimer og hinduer, men begge grupper udgør under 1 % af befolkningen.
Den katolske kirke i Andorra er en del af bispedømmet Urgell. Biskoppen, som også er samfyrste af Andorra, har sæde i byen La Seu d’Urgell i den nordvestlige del af Catalonien. Konfessionelle skoler i det spanske skolevæsen for Andorra er tilknyttet kirken. Omkring to tredjedel af eleverne i den spanske skole tilhører den konfessionelle skole.
Grundloven garanterer religionsfrihed. Andorra har ingen officiel religion eller statskirke, men den katolske kirke er nævnt specielt i grundloven og dens virksomhed og traditionelle rolle i forhold til staten er nedfældet i grundlovens paragraf 11.

## Historie
Arkæologiske udgravninger ved La Margineda har afdækket fund dateret til epipaleolitisk tid, omkring 11.000 år f.Kr. Dette er de ældste spor efter menneskelig bosætning i Andorra. Der vides dog ganske lidt om landets historie indtil de første bevarede skriftlige kilder fra 800-tallet.
Andorra er den sidste selvstændige stat i Marca Hispanica og det fortælles at Andorra fik sin frihed af Karl den store i bytte mod deres indsats i krigen mod maurerne. Karl 1. af Burgund gav i 843 greven af Urgell overherredømme over området. I 1133 tilfaldt det biskoppen af bispedømmet Urgell. Biskoppen af Urgell søgte beskyttelse hos herren af Cabó. Ved ægteskab gik denne adelsfamilies rettigheder i 1208 over til greven af Foix, som holdt til på nordsiden af Pyrenæerne. Dette skabte en konflikt om hvem, der havde overhøjhed over Andorra.
I 1278 blev konflikten løst ved en paretage (~ traktat), hvor man delte overherredømmet over Andorra mellem greven af Foix og biskoppen af Urgell. Traktaten blev bekræftet i 1288 og herfra findes ophavet til den delte overhøjhed over Andorra, med lige rettigheder for de to samfyrster, en ordning som har varet helt frem til vor tid. I 1589 blev Henrik af Navarra konge af Frankrig. Han var også greve af Foix og i 1606 overførte han sine suveræne rettigheder til Andorra til den franske krone. Efter den franske revolution erklærede Napoléon i 1806, at Frankrig overtog kongens tidligere rolle. Republikken Frankrigs præsident er nu samfyrste af Andorra.
Grundet Andorras isolerede beliggenhed har landet befundet sig udenfor de vigtige begivenheder i europæisk historie. Andorras internationale status forblev uafklaret og i 1950’erne udviklede der sig uenighed mellem de to samfyrster om, hvem der havde ret til at repræsentere Andorra internationalt. Frankrig hævdede eneret til dette, noget som blev bestridt af biskoppen af Urgell. Først i 1993 blev landets status afklaret ved Traktaten om godt naboskab, venskab og samarbejde mellem Andorra og de to nabolande. I traktaten anerkendte Frankrig og Spanien Andorras suverænitet, noget som ryddede uklarheder om landets internationale status af vejen.
Anerkendelse fra flere andre stater fulgte og Andorra kunne blive medlem af internationale mellemstatslige organisationer. Andorra blev medlem af FN i 1993. Medlemskab i Europarådet fulgte i 1994 og i OSCE i 1996. Ordningen med to samfyrster findes fortsat, men fra 1993 er de to samfyrster symbolske statsoverhoveder. Suveræniteten udgår fra det andorranske folk. I tillæg til medlemskabet i FN og mange af særorganisationerne i FN-systemet, er Andorra medlem af en række andre internationale organisationer, som eksempelvis La Francophonie. Landet er ikke medlem af EU, men er en del af EU's toldunion.
Andorra har haft repræsentative institutioner siden middelalderen. I 1419 blev Consel de la Terra oprettet, hvor de mægtigste familier valgte repræsentanter rådet. Mellem 1866 og 1868 blev landets politiske system reformeret og demokratiseret gennem Nova Reforma. Overhovederne i hver husholdning fik stemmeret, rådet skiftede navn til Consel General og med en valgperiode på fire år. I 1933 blev der indført stemmeret for mænd. Kvinder fik stemmeret i 1970.
I 1981 kom det til enighed om reform af landets politiske system og fra 1982 fik Andorra en regering valgt af det folkevalgte generalrådet. Selv om der da blev indført parlamentarisme, forblev magtfordelingen mellem samfyrsterne og de valgte organer uafklaret. En grundlovsproces blev igangsat i 1990 og en ny grundlov blev i 1994 godkendt efter folkeafstemning. Folket er efter denne repræsenteret ved en folkevalgt forsamling og den udøvende magt ligger i regeringen valgt af parlamentet. Samfyrsternes magt som statsoverhoveder er i stor grad symbolsk.

## Politik og administration
Andorras statsretslige stilling indtil landet fik egen grundlov og blev anerkendt som suveræn stat, er nævnt som eksempel på et kondominat. Andorra moderniserede mod slutningen af 1900-tallet sit politiske system, samtidig med at landet opnåede suverænitet og international anerkendelse som stat. Samtidig er ordningen med to samfyrster opretholdt. Landets traditionelle inddeling i sogne er bevaret og er grundlag for kommunalforvaltningen, men en ny kommune blev udskilt fra hovedstaden i 1978. Indtil 1993 havde Andorras politiske system ikke et klart skel mellem lovgivende, dømmende og udøvende magt. Efter 1993 blev Andorra et parlamentarisk demokrati med fyrsterne som statsoverhoveder, mens den udøvende magt er hos regeringen ledet af statsministeren (regeringschefen).

### Statsoverhoveder
Fyrstenes rolle er efter grundloven af 1993 i stor grad symbolsk. Fyrsterne har lige fuldmagt. De må underskrive love vedtaget af parlamentet. Fyrsterne har ikke vetoret, men kan bringe forslag frem for grundlovstribunalet. Som statsoverhoveder er det samfyrsterne, der modtager akkreditiver fra andre landes diplomater. Samfyrsterne udnævner personlige repræsentanter, som residerer i La Seu d'Urgel og Paris, og er videre begge repræsenteret med kontorer i Andorra la Vella.

### Regering
Statsministeren, cap de Govern, udpeges af Consel General, baseret på princippet om parlamentarisme. De øvrige medlemmer af regeringen, Govern, bliver udnævnt af statsministeren. Regeringen udformer indenrigs- og udenrigspolitik for Andorra. Regeringsmedlemmer kan ikke samtidig være medlem af nationalforsamlingen eller have andre offentlige hverv. Regeringschefen kan maksimalt sidde i to sammenhængende perioder.

### Parlamentet
Andorras lovgivende magt er Consel General, et parlament med et kammer bestående af 28 repræsentanter. Medlemmerne bliver valgt ved direkte valg, 14 fra hele landet og to fra hver af de syv sogne. Valgperioden er fire år. Der er universel stemmeret for alle borgere over 18 år. Samme aldersgrænse gælder for valgbarhed.
Consel General vedtager love, fastsætter statsbudgettet og udøver kontrol med regeringens virksomhed. Nationalforsamlingen ledes af en síndic general. Lovforslag kan komme fra medlemmer af nationalforsamlingen eller regeringen. I tillæg kan tre kommuner gå sammen om at præsentere lovforslag. Andorra har også borgerinitiativ, sådan at et lovforslag må fremlægges for parlamentet, hvis det støttes af mindst 10 procent af de stemmeberettigede. Love vedtaget af nationalforsamlingen fremlægges for samfyrsterne af síndic general og publiceres derefter i Butlletí Ofical del Principat d'Andorra, hvor også forskrifter og andre offentlige vedtagelser offentliggøres.

### Partisystem
Andorra har et flerpartisystem domineret af højre-venstreaksen. Traditionelt har højresiden været repræsenteret ved Partit Liberal d'Andorra og venstresiden ved Partit Socialdemòcrata. Regeringsmagten har stort set været holdt af højresiden, med undtagelse af perioden juni 2009 til maj 2011, hvor socialdemokraterne dannede regering.
Ved valgene i 2009 og 2011 opstillede de liberale i samarbejdslister med andre under navnene Coalició Reformista og Demòcrates per Andorra. I 2015 gik imidlertid Partit Liberal d'Andorra og Demòcrates per Andorra til valg hver for sig, mens Partit Socialdemòcrata stillede op sammen med miljøpartiet Verds d'Andorra og andre. Efter splittelse blandt socialdemokraterne stillede et nyt parti op til valg i 2015, Socialdemocràcia i Progrés. Der findes flere partier, blandt dem det konservative lokalparti Unió Laurediana i Sant Julià de Lòria.
Ved valget 1. marts 2015 vandt Demòcrates per Andorra 37 % af stemmerne og 15 mandater, mens Partit Liberal d'Andorra fik 27,7 % og otte mandater, listen af Partit Socialdemòcrata, Verds d'Andorra og andre fik 23,5 % og tre mandater og Socialdemocràcia i Progrés 11, 7 % og to mandater. Selv om Demòcrates per Andorra gik tilbage med fem mandater i forhold til perioden før, fortsatte Antoni Martí som statsminister.

### Administrativ inddeling
Andorra er opdelt i syv sogne. De fungerer også som administrativ inddeling for kommunalforvaltningen. Inddelingen er traditionel, men den nyeste kommune, Escaldes-Engordany, blev udskilt fra Andorra la Vella i 1978.
De syv kommuner med folketal per 2014 er:
- Andorra la Vella, 22.615
- Canillo, 4.270
- Encamp, 12.041
- Escaldes-Engordany, 14.002
- La Massana, 10.076
- Ordino, 4.675
- Sant Julià de Lòria, 9.270

Sognene Ordino, La Massana og Sant Julià de Lòria er inddelt i quarts (fjerdinger), mens Canillo er inddelt i veïnats. Disse underdele er repræsenteret i kommunestyrerne.
Kommunerne har indtægter fra kopskat (foc i lloc, ”hjerede og hjem”), forskellige ejendomsskatter, skat på forretningsdrift og afgifter på kommunale tjenester. Kopskatten betales af alle indbyggere mellem 18 og 65 år. Størrelsen bestemmes af kommunerne og varierer fra 5 til 50 euro per år.

### Udenrigsrelationer
Siden etableringen af suverænitet med ratificeringen af grundloven i 1993 har Andorra arbejdet for at blive et aktivt medlem af Det internationale samfund. I juli 1993 etablerede Andorra sin første diplomatiske udenrigsstation i FN. Mellem 1994 og 1998 etablerede Andorra diplomatiske forbindelser med over 80 stater. Tidlig i 1995 etablerede USA og Andorra formelle diplomatiske forbindelser. Andorra er fuldgyldigt medlem af De forenede nationer, Europarådet og OSCE og har en specialaftale med EU.
Udenrigsrelationerne er administreret af Udenrigsdepartementet (catalansk: Ministeri d'Afers Exteriors). Andorra har otte ambassader. Disse ligger i Østrig (Wien), Belgien (Bruxelles), Frankrig (Paris og Strasbourg), Spanien (Madrid), Portugal (Lissabon), Schweiz (Bern) og USA ( New York). Fyrstedømmets permanente udenrigsstation til de Forenede Nationer i New York fungerer også som ambassade for USA, Canada og Mexico. Frankrig, Spanien og Portugal har ambassader i Andorra. Schweiz har en generalkonsul i landet.
Det transpyrenæiske regionale samarbejdsorganet Communauté de travail des Pyrénées, hvor de franske regioner Languedoc-Roussillon, Midi-Pyrénées og Aquitaine og de spanske autonome regioner Catalonien, Aragón, Navarra og Baskerland deltager sammen med Andorra, er af betydning for udvikling af infrastruktur indenfor transport, energi og en række andre sektorer. Samarbejdet blev startet i 1983.

### Forsvar og politivæsen
Landet har historisk været neutralt og har holdt sig udenfor de store konflikter i Europa. Andorra har ingen militære styrker. I henhold til traktaten mellem Andorra, Frankrig og Spanien fra 1993 har Frankrig og Spanien ansvaret for militært forsvar af Andorra i tilfælde landets suverænitet og territorielle integritet er truet, men kun efter konsultation med Andorras regering.
I tidligere tider havde husholdningerne pligt til at stille med en væbnet mand hver til sometent, en milits med beskyttelse og forsvar som opgaver. Eftersom Andorra aldrig kom i krig, havde denne ingen militære opgaver. En egen politistyrke, Servei d'Ordre, blev oprettet i 1931. Indre lov og orden opretholdes nu af El Cos de Policia d'Andorra, som også råder over enheder med ansvar for ekstraordinære situationer og varetagelse af grænsekontrol.

### Retsvæsen
Andorra har både grundlovsdomstol og en egen højesteret. De to er institutionelt uafhængige af hinanden. Grundlovsdomstolen, Tribunal Constitucional, har lovprøvningsret og afgør om love og forskrifter er i overensstemmelse med grundloven. Den består af fire dommere. Samfyrsterne udnævner én dommer hver, mens nationalforsamlingen udpeger to. Højesteret, Tribunal Superior de Justícia, består af otte dommere og en præsident og er højeste ordinære retsinstans. Domstolene er ellers inddelt i en civil del, en strafferetsdel og en forvaltningsdel.

### Civile og politiske rettigheder, statsborgerskab
Andorra vurderes af Freedom House til at være et frit land, som respekterer civile og politiske rettigheder. Grundloven af 1993 indeholder en serie artikler, som garanterer grundlæggende menneskerettigheder. Med opnåelsen af suverænitet kunne Andorra som selvstændig stat også slutte sig til Den Europæiske Menneskerettighedskonvention og Den Europæiske Menneskerettighedsdomstol. Andorra har også sluttet sig til Den Internationale Straffedomstol.
Statsborgerskab beror i hovedsageligt på at den ene af forældrene har andorransk statsborgerskab. Andorra har strenge statsborgerskabslove med høje krav for at blive naturaliseret. Den som er født i Andorra uden statsborgerskab kan, på visse vilkår, få statsborgerskab. Endvidere kan statsborgerskab tildeles på baggrund af, hvor lang tid en person har boet i landet. Det kræver 20 års bopæl, dog sådan at denne reduceres til 15 år, hvis man har bedsteforældre fra Andorra og til 10 år, hvis man har sin skolegang og uddannelse fra landet.

### Statens indtægter
Den andorranske stat havde i 2009 indtægter på 650 millioner euro. Staten får det meste af sine skatteindtægter fra indirekte beskatning. I 2009 udgjorde indirekte skatter 90 % af statsindtægterne, direkte skatter under 1 %.
Det er ikke indtægtsbeskatning af ordinær lønindtægt. Efter pres fra EU er der indført beskatning af renteindtægter på bankindskud foretaget af personer, som bor i andre lande. Disse skatteindtægter deles mellem den andorranske stat og landene hvor indskyderne bor. I juni 2013 varslede statsministeren planer om at indføre indtægtsskat.

### Statistikorganer
Nationaløkonomisk statistik har længe manglet i Andorra. Det statslige statistikorgan i Departament d'Estadística er etableret for at bøde på dette. I november 2010 offentliggjorde Departament d'Estadística for første gang tal for Andorras BNP i perioden 2000 til 2009. Det skal også udarbejde officielle arbejdsløshedstal. I henhold til en beslutning fra 2010 skal statistikproduktionen professionaliseres og udvides og Institut Nacional d’Estadística skal etableres i 2012.

### Nationalsymboler og udmærkelser
Andorras flag er en trikolore i farverne blå, gul og rød. Det er ligesom flagene i Moldova, Rumænien og Tchad, så for at skille dem ad benytter Andorra sit rigsvåben i midten. Andorras rigsvåben har fire felter som indeholder en mitra og bispestav for biskoppen af Urgell, samt våbenmærkerne for Foix, Catalonien og Béarn, noget som genspejler landets historiske catalansk-franske tilknytning.
Nationalsangen El Gran Carlemany, indført i 1914, har tekst af samfyrste og biskop Juan Bautista Benlloch y Vivó til melodi af Enric Marfany.
Pinselilje (botanisk navn Narcissus poeticus, catalansk grandalla) vokser vildt og regnes som nationalblomst. Blomsterne har seks kronblade og i dette har man set antallet oprindelige sogne i landet.
I 2007 indstiftede regeringen Karl den Stores Orden, sammen med Karl den Stores pris for catalansk litteratur, Karl den Stores pris for litteratur, Karl den Stores pris for kunst, Karl den Stores pris for videnskab og Karl den Stores pris for humanitært virke.

## Økonomi og erhvervsliv
Andorra var længe et land, hvor der blev drevet pastoralt landbrug på begrænsede arealer. Energiudbygningen fra 1930’erne medførte varige ændringer i landet, både med hensyn til økonomi og kommunikation. Landet oplevede en økonomisk opgangsperiode fra 1950’erne. Her har rejseliv, handel, bankvirksomhed og ejendomsudvikling været de vigtigste sektorer. Med dette fulgte en stigning i velstanden, så vel som befolkningstilvækst og arbejdsindvandring. Forudsætningerne for Andorras økonomi har imidlertid ændret sig gennem udviklingen af EU's indre marked, hvor begge nabolandene er med, og skærpede internationale krav med hensyn til bank- og finanssektoren.
Beskæftigelsen er koncentreret i serviceerhvervene. I 2009 var 80 % af arbejdsstyrken beskæftiget i servicesektoren, 13,2% i byggesektoren, 4,7% i industrien og 0,4% i landbruget.

### Udenrigshandel
Importen til Andorra overgår i værdi langt eksporten. Spanien er Andorras største og vigtigste handelspartner, efterfulgt af Frankrig. Værdien af eksporten fra Andorra var i 2010 på 40.764.663 euro, mens importen var langt større og havde en værdi på 1.142.846.556 euro. Tallene for eksport medregner imidlertid ikke turisternes udførsel af varer, de køber ved besøg i Andorra, varer som er importeret for videresalg. I 2010 kom 60,4 % af importen regnet i værdi fra Spanien, 17,7 % fra Frankrig, 4,5 % fra Tyskland, 4,2 % fra Kina og 2,8 % fra Italien. I 2010 gik 63,1 % af eksporten regnet i værdi til Spanien, mens 20,7 % gik til Frankrig og 7,8 % til Schweiz.
Andorra er ikke en del af EU, men nyder godt af særaftaler med organisationen. I 1990 blev det indgået aftale om toldunion og denne trådte i kraft året efter. Efter aftalen er det ikke told på varer mellem EU og Andorra. Andorra benytter EU's toldsatser for handel med tredjelande. Aftalen gælder ikke landbrugsprodukter, men produkter med certificeret andorransk ophav pålægges alligevel ikke importafgifter ved eksport til EU. I 2004 undertegnede Andorra og EU en omfattende samarbejdsaftale. Som et led i tiltagene for at bekæmpe skatteunddragelse, indgik EU samme år en aftale med Andorra om beskatning af bankindskud i opsparingskonti i landet.

### Valuta
Andorra har ikke egen valuta. Man har benyttet valutaen hos nabolandene, som før 1999 var franc og peseta. Disse er blevet erstattet af euro. I 2011 undertegnede EU og Andorra en aftale som tillader udgivelse af andorranske euromønter. Andorra kan efter dette slå mønt til en værdi af 2,3 millioner euro. I marts 2013 blev det udskrevet designkonkurrence for euromønterne. Fra 23. december 2014 blev de andorranske euromønter sat i cirkulation.
Der har tidligere været udgivet andorranske ”mønter” med pålydende i diner (catalansk for penge) beregnet på samlere, men disse har ikke været lovligt betalingsmiddel i landet. Under den spanske borgerkrig udstedte Consel General i 1936 nødpengesedler i pesetas.

### Turisme og handel
Turisme og medfølgende handel er den vigtigste del af Andorras økonomi, og den står for omkring 80 % af BNP. Flere millioner turister besøger Andorra årligt, lokket af Andorras tax-freebutikker. De fleste turister er dagsbesøgende. Udvikling af antal besøgende overnattende gæster og dagsbesøgende har de sidste år vist en nedgang:

| 2005       | 2006       | 2007       | 2008       | 2009      |
| ---------- | ---------- | ---------- | ---------- | --------- |
| 11.049.490 | 10.736.722 | 10.743.201 | 10.193.749 | 9.111.856 |

Turister tiltrækkes af Andorras lave afgiftsniveau og mulighederne for afgiftsfri handel. I 2009 kom 57 % af de tilrejsende fra Spanien, mens 40 % var franskmænd. Taxfreeturisme var af særlig stor betydning før Spanien blev medlem i EU i 1986, men besøgende kan fortsat vende tilbage til Frankrig og Spanien medbringe en afgiftsfri kvote af tobaksprodukter, alkohol, parfume, madvarer og industriprodukter (særlig småelektronik), som er større end for mange land udenfor EU. Dette medfører at handelssektoren er stor i Andorra, både når det gælder beskæftigelse og omsætning.
De fleste tilrejsende, omkring 80 %, er dagsrejsende fra Spanien og Frankrig. Landet har alligevel flere hundrede hoteller og overnatningssteder, og der fandtes i 2009 720 virksomheder i hotel- og restaurantbranchen. I 2009 havde Andorra over 1,8 millioner overnatningsgæster. Turistindustrien er af betydning både i sommer- og vintersæsonen. Andorra er den største vintersportsdestination i Pyrenæerne.

### Bank- og finansnæring
Bank- og finansvirksomhed har været en vigtig industri og er den næstvigtigste sektor i Andorras erhvervsliv. Finanssektoren består af fem bankgrupper, som ejer landets seks banker. Grup Crèdit Andorrà er den største i bankvirksomhed. Sektoren består derudover af selskaber inden for forsikring og formueforvaltning. Andorra har ikke nogen centralbank og sektoren reguleres derfor af myndighedsorganet Institut Nacional Andorrà de Finances.
Andorras første bank åbnede i 1930 og særlig fra 1950’erne udviklede sektoren sig hurtigt. Banksektoren nød godt af få reguleringer og hemmeligholdelse af kundeinformation. Specielt i tidligere tider var nummerkonti populært. Indtil 1993 fungerede bankforeningen Associació de bancs Andorrans (ABA) som samordningsorgan, men sektoren var helt uden offentlig regulering til Institut Nacional Andorrà de Finances blev etableret.
På grund af dette, og det lave skatteniveau, har Andorra været regnet som et skatteparadis. Større international opmærksomhed om skatteunddragelser og øget internationalt pres for at få landet til at slutte sig til internationale skattestandarder, forpligte sig til åbenhed i banksektoren, samt dele information med andre land i skattesager, har medført ændringer i Andorras finanssektor.
I 2009 blev Andorra, sammen med Liechtenstein og Monaco, fjernet fra OECDs liste over skatteparadiser som ikke samarbejder med andre lande i finans- og skattesager. Andorra havde da erklæret sin tilslutning til OECD's standarder for åbenhed i finanssektoren og erklæret sig villig til at dele information med andre stater. Efter dette har Andorra indgået aftaler om udveksling af skatteoplysninger med en række lande.

### Landbrug og øvrigt erhverv
Det er minimalt med landbrug, siden kun 2 % af landet er dyrkbar jord. Størstedelen af maden bliver importeret. Der er fårehold på et par tusinde voksne dyr og omkring 1500 køer og okser i Andorra. Landbruget beskæftiger under 150 personer.
Andorras industri producerer cigaretter, cigarer og møbler. Tobaksindustrien har aftaget i betydning. Tidligere blev der dyrket en god del tobak i Andorra og denne blev forædlet af landets tobaksindustri. Afgrøderne nåede et højdepunkt i 1997, da der blev høstet 1047 ton tobak, men er senere aftaget. I 2009 var efterårets høst nede på 261 ton. Dette skyldes at mange af tobaksprodukterne blev smuglet til Frankrig og Spanien. I 1997 satte spanske myndigheder et tiltag ind mod dette og Andorra skærpede sin kontrol med virksomheden. Dermed er tobakserhvervet blevet mindre attraktivt.

### Energi
Andorra genererer en del elektricitet selv, men produktionen er ikke tilstrækkelig til at dække forbruget og landet må importere energi. I tillæg til elektricitet, må petroleumsprodukter også importeres.
Vandkraftudbygningen i landet startede i 1931, efter at Forces Hidroelèctriques d'Andorra, med spanske og franske ejerinteresser, i 1929 havde fået koncession fra Consel General i bytte mod at anlægge veje. Anlægget i Encamp blev sat i drift i 1934. Elektriciteten blev eksporteret til Spanien og Frankrig. Efterhånden som det indenlandske forbrug er øget, er landets egen produktion af elektricitet ikke i stand til at dække efterspørgslen. Indenlandsk produktion af elektricitet, hvoraf 85 % stammer fra vandkraft, udgjorde i 2009 101.011 MWh, mens importen var på 497.732 MWh. Andorras egen elektricitetsproduktion dækker 17 % af forbruget. Kraftselskabet blev i 1988 overtaget af den andorranske stat og omdannet til Forces Elèctriques Andorra, som nu står for både produktion og distribution af elektricitet i landet.

### Transport og infrastruktur
Topografiske forhold har historisk lettet kommunikation og transport til Catalonien, men vanskeliggjort færdsel til Frankrig. Først i 1933 kom det vej over Envalirapasset til Frankrig. Der findes ikke jernbane i Andorra, og togrejsende må benytte nærmeste station, som ligger 2 km inde på fransk område. Landet har heller ikke havn eller lufthavn. Det findes tre helikopterpladser i landet, i henholdsvis Arinsal, La Massana og Escaldes-Engordany. Disse trafikeres af kommercielle selskaber.
Af veje er der totalt 269 km, hvoraf 198 km er asfalteret og 71 km mangler fast dække (1994 overslag). Hovedfærdselsåren gennem Andorra går fra grænsen til Frankrig i øst til grænsen til Spanien i sydvest. Forbindelsen over Envalirapasset nær grænsen til Frankrig er siden 2002 lettet ved åbningen af den 2860 meter lange Envaliratunnelen. Fra den franske grænse til Escaldes-Engordany bærer den 32,1 km lange strækning betegnelsen CG 2, så skifter den til CS 100 på den 4,5 km lange delen fra Escaldes-Engordany gennem Andorra la Vella til Santa Coloma, hvor de resterende 11,2 km frem til grænsen til Spanien får betegnelsen CG 1. CG 1 går på spansk side over til N-145. CG 2 går i Frankrig over til N320, som er forbundet med N20. Den 21 km lange strækningen CG 3 forbinder Andorra la Vella med La Massana og Ordino. CG står for carretera general, mens CS betyder carretera secundaria. En tredje, mindre vejforbindelse til udlandet, går til Spanien over bjergpasset Port de Cabús i kommunen La Massana vest i landet.
Meget af trafikken går gennem Andorra la Vella. I 2006 åbnede den 1.260 meter lange Pont Pla-tunnel, som forbinder La Massana med hovedstaden Andorra la Vella. Den havde i 2008 en trafik på 12.860 køretøjer i døgnet. Dos Valires-tunnelen, som er under bygning, vil forbinde kommunerne La Massana og Encamp, uden at trafikanterne må tage vejen om hovedstaden. Projektet er en del af infrastrukturudbygningen i landet.
Kollektiv trafik består i hovedsagen af busstransport, både internt i Andorra og til udlandet. Det køres per juni 2011 seks ruter mellem forskellige steder i Andorra. I tillæg kommer lokalruter i kommunerne. udenlandsruter, som også betjener de nærmeste jernbanestationer og lufthavne, går til Spanien og Frankrig. I tillæg er der busruter til Portugal. Til Spanien findes der per juni 2011 busruter til Barcelona (også til Barcelona Lufthavn), Girona (også til Girona-Costa Brava Airport), La Seu d'Urgell, Lleida (med station for AVEs højhastighedstog Madrid-Barcelona), L'Hospitalet de l'Infant, Reus, Salamanca og Tui. Til Frankrig er det busruter til to byer, den ene til Toulouse, den anden til L'Hospitalet-près-l'Andorre. Til Toulouse går ruterne til SNCFs jernbanestation og også til Toulouse-Blagnac lufthavn. Det findes to busruter til Portugal med endestation i henholdsvis Porto og Arcos de Valdevez.
Lufthavnen i La Seu d'Urgell, Aeroport Pirineus-la Seu d'Urgell, åbnede igen i juni 2010 efter at have været lukket i 16 år. Den ligger omkring 12 km syd for grænsen og 24 km fra Andorra la Vella, er dermed nærmeste lufthavn for Andorra og kaldes uofficielt for Aeroport Pirineus-Andorra. Per juni 2011 har lufthavnen ikke ruteflyvninger.

### Telekommunikation
Andorras eneste telekommunikationsselskab er det statslige Servei de Telecomunicacions d'Andorra, etableret i 1975. Det opererer i markedet som Andorra Telecom og med mærkevarenavnet Som. Selskabet tilbyder fast- og mobiltelefoni, samt internetopkobling. Det forvalter Andorras Topdomæne, som er .ad. Andorra Telecom formidler også fjernsynskanaler fra det spanske selskab Digital+. Andorra Telecom havde per juni 2011 50.053 fasttelefonabonnementer, 65.525 mobilabonnenter og 24.947 bredbåndskunder. 71 % af landets husholdninger er knyttet til bredbånd og 81 % af befolkningen benytter internet.
Indenlands er det et moderne telefonsystem med mikrobølgeradiosendere og til udlandet går der fast landkabel til Frankrig og Spanien.

### Postvæsen
Andorra har ikke eget postvæsen, men betjenes i stedet af postvæsnet i Frankrig og Spanien. Indtil 1928 benyttede Andorra også disse landenes frimærker. Derefter begyndte landet at benytte spanske frimærker med overtryk indtil 1931, da både Frankrig og Spanien startede frimærkeudgivelser specifikt for Andorra. Disse havde pålydende i peseta og franc.
Efter indføring af euro har franske La Poste og spanske Correos fortsat sine separate frimærkeudgivelser for Andorra. Begge er nu udstyret med tekst på catalansk. Frimærkerne benyttes kun for udenlandspost, da det er gratis at sende breve indenlands. De to postvæsner er blevet enige om et fælles postnummersystem for Andorra. Dette består af bokstaverne AD kombineret med tre cifre som indikerer sognet (kommune).

## Samfund
Selv om de centrale politiske institutioner i Andorra har århundredelange rødder, er mange andre nationale institutioner i samfunds- og kulturlivet af nyere dato.

### Helligdage
Andorras nationaldag er den 8. september, dagen til minde om Vor Frue af Meritxell (Mare de Déu de Meritxell). 14. marts fejres som grundlovsdag. Endvidere er første nytårsdag og 1. maj offentlige højtidsdage. Kalenderen over helligdage er præget af religiøse højtidsdage: Helligtrekongersdag, karneval (fasten), langfredag, 2. påskedag, 2. pinsedag, jomfru Marias himmelfart, allehelgensdag, den ubesmittede undfangelse, 1. og 2. juledag er offentlige fridage.

### Uddannelse
Andorra har tre skolesystemer: Et andorransk, et fransk og et spansk. Systemerne omfatter både grundskole og videregående skole. Den andorranske skole er den yngste del af skolevæsnet og er oprettet for at styrke catalansk sprog. Det er underlagt landets eget uddannelsesdepartement. Undervisningen foregår på catalansk, med indslag af fransk og spansk (castillansk). De franske skoler er underlagt Frankrig, med læreplaner fastsat af det franske undervisningsdepartement og med fransk som skolesprog. Den spanske del af skolen i Andorra har en sekulær del, hvor skolerne følger læreplaner fastsat af undervisningsdepartementet i Madrid og hvor kastillansk er skolesprog, og en konfessionsbundet del, hvor spanske læreplaner følges, men hvor undervisningen foregår på catalansk. I skoleåret 2005–2006 var eleverne i skolepligtig alder fordelt med omkring en tredjedel i hvert uddannelsessystem. Forældrene kan vælge, hvilket af de tre systemer de vil sende deres børn til.
Andorraneres uddannelse på universitetsniveau foregik længe udelukkende i udlandet. I 1997 blev Universitat d’Andorra (UdA) grundlagt. Universitetet tilbyder bachelorudannelser i sygepleje, virksomhedsledelse, pædagogik og informatik. Indenfor andre fag fungerer UdA som et center for fjernundervisning i samarbejde med udenlandske læresteder, i særdeleshed Universitat Oberta de Catalunya. Den private institution Universitat de les Valls i Andorra la Vella startet i 2012 uddannelse af tandlæger. I november 2010 godkendte myndighederne etableringen af Universitat Oberta de la Salle - Andorra, et privat lærested tilhørende den katolske Fundació La Salle som planlægger at tilbyde fjernundervisning hovedsagelig på engelsk og for studenter fra hele verden. Fortsat studerer mange andorranere i Spanien og nogle også i Frankrig. Gennem Polybiusprogrammet tilbydes andorransk ungdom muligheden for at studere ved universiteter i USA og Canada.

### Forskning
Institut d'Estudis Andorrans blev grundlagt i 1976 for at bistå udviklingen af det andorranske skolevæsen, i særdeleshed læremidler og uddannelse af lærere. Instituttet har etableret centre i Barcelona og Toulouse (tidligere i Perpignan). Opgaverne blev i 1998 udvidet til at gælde forskning generelt. IEA har to centre, et for samfundsforskning og et for forskning på sne- og bjergforhold. Det har hovedkvarter i Sant Julià de Lòria. Instituttet udgiver videnskabelige monografier og magasinet Revista Ciutadans, som omhandler andorranske samfundsforhold.

### Medier
I en periode havde Andorra internationale radiostationer, som sendte programmer rettet mod nabolandene, særlig Frankrig, uden at der fandtes stationer for landets eget publikum. Den første af disse internationale radiostationer var Radio Andorra, etableret i 1939. I 1958 fik Radio Andorra konkurrence af Radio des Vallées, ejet af det franske selskab Société financière de radiodiffusion (Sofirad), som dengang var majoritetsejet af den franske stat. Radio des Vallées skiftede i 1966 navn til Sud Radio. Efter en strid mellem samfyrsterne og Andorras egne myndigheder om dispositionen over frekvenserne Andorra rådede over, nægtede Andorra at forny Radio Andorras og Sud Radios licenser og begge blev lukket i 1981. Efter dette har Andorra etableret en national radiokanal og startet fjernsynsudsendelser.
Ràdio i Televisió d'Andorra er et statslig selskab, som står bag radiokanalen Ràdio Nacional d'Andorra (RNA) og fjernsynskanalen Andorra Televisió (ATV). Sproget, der bruges begge steder, er catalansk. Virksomheden er forholdsvis ny; den blev grundlagt i 1989. I tillæg til RNA findes det kommercielle radiokanaler, som Andorra 7 Radio og Radio Valira. Den katolske radiostation Ràdio Principat drives af bispedømmet Urgell og sender på begge sider af grænsen.
Det var længe vanskelig at få etableret en regulær dagspresse i Andorra. Publikationen Valls d'Andorra i 1919 fik mange, men kortvarige efterfølgere. Landets første avis, El Poble Andorrà, blev startet i 1974 og udkom som dagsavis indtil den i 1977 gik over til ugentlige udgivelser. De to vigtigste dagsaviser er nu Diari d'Andorra, der udgives i hovedstaden, samt El Periòdic d'Andorra der udgives i Escaldes-Engordany. Endvidere findes Bon Dia og Més Andorra.
Nyhedsbyrådet Agència de Notícies Andorrana (ANA) startede op i december 2008.

### Velfærd
Statslige velfærdsordninger er organiseret gennem Caixa Andorrana de Seguretat Social (CASS), etableret i 1966. Lønmodtagere er forpligtet til at være med i syge- og pensionsforsikringsordningerne gennem CASS. Offentlig velfærd dækker 100 % af udgifterne i forbindelse med arbejdsskader og i andre tilfælde 90 % af sygehusudgifter og 75 % af polikliniske udgifter. Det findes et hospital i landet, Hospital Nostra Senyora de Meritxell i Escaldes-Engordany. Derudover findes elleve sundhedscentre. Andorra samarbejder med Generalitat de Catalunya, om sundhedscentre.
Ved ordningen Borsa d’Habitatge d’Andorra disponerer staten over boliger, som ellers ville stå tomme, og lejer dem ud under markedspris, men mod vederlag til ejerne. Staten har boligstøtteordninger for unge, ældre og andre grupper med særlige behov. Den giver også støtte til rehabilitering af boliger.
Staten yder uddannelsesstøtte efter behov og har etableret låneordning for højere uddannelser. Det gives forskellige former for støtte til studier i udlandet. Gennem Den nationale studiepris tildeles årligt stipendier til bedste elev i hvert af de tre grundskolesystemer, med dækning af skolepenge, kost og logi og studiemateriel, for at fuldføre første og andre cyklus af højere uddannelse. Staten har studieboliger i Toulouse og Paris.

### Civilsamfund
Fagforeningsvirksomhed er noget forholdsvis nyt i Andorra. Unió Sindical d'Andorra blev etableret i 2001. Miljøorganisationen Associació per a la Defensa de la Natura blev grundlagt i 1986 og arbejder for at fremme naturbeskyttelse og viden om miljøspørgsmål.

## Kultur
Andorra er en del af det catalanske sprogområdet og har nære kulturelle forbindelser til Catalonien. Det officielle og historiske sprog er catalansk. Escaldes-Engordany var i 2011 Capital de la Cultura Catalana, et eksempel på andorransk deltagelse i catalansk kulturelt samarbejde. Fra 1980-tallet er det iværksat tiltag for at udbygge den kulturelle infrastrukturen.